# Line (phần mềm)
Line (cách điệu: LINE)  là một ứng dụng và dịch vụ miễn phí của Nhật Bản dành cho nhắn tin tức thời và mạng xã hội, được điều hành bởi công ty Nhật Bản LY Corporation, đồng sở hữu bởi SoftBank Group và Naver. Line được NHN Japan, một công ty con của Naver, ra mắt tại Nhật Bản vào tháng 6 năm 2011.
Ban đầu được thiết kế cho nhắn tin văn bản và gọi thoại và video VoIP, Line đã dần mở rộng thành một siêu ứng dụng cung cấp các dịch vụ bao gồm ví điện tử (Line Pay), dịch vụ phát tin tức (Line Today), video theo yêu cầu (Line TV) và phân phối truyện tranh kỹ thuật số (Line Manga và Line Webtoon).
Line trở thành mạng xã hội lớn nhất Nhật Bản vào năm 2013 và được hơn 70% dân số sử dụng tính đến năm 2023; Line cũng phổ biến chủ yếu ở Indonesia, Đài Loan và Thái Lan.

## Lịch sử

### Ra mắt
Naver đã ra mắt ứng dụng nhắn tin mang tên Naver Talk cho thị trường Hàn Quốc vào tháng 2 năm 2011. Tuy nhiên, công ty đối thủ Kakao của Hàn Quốc đã thống trị thị trường với ứng dụng KakaoTalk, ra mắt vào tháng 3 năm 2010
Nhà đồng sáng lập kiêm chủ tịch Naver/NHN, Lee Hae-Jin, cùng một nhóm kỹ sư đã có mặt tại Nhật Bản khi trận động đất và sóng thần Tōhoku xảy ra vào tháng 3 năm 2011. Trận động đất và sóng thần đã khiến hàng triệu người mất điện, đường dây điện thoại và mạng lưới tin nhắn SMS bị quá tải. Vì Wi-Fi và một số mạng 3G vẫn còn sử dụng được, nhiều người đã chuyển sang KakaoTalk, ứng dụng mới bắt đầu có chỗ đứng tại Nhật Bản. Lee đã nảy ra ý tưởng ra mắt một ứng dụng nhắn tin và trò chuyện sau thảm họa và nhóm NHN Nhật Bản của ông đang thử nghiệm phiên bản beta của ứng dụng có thể truy cập trên điện thoại thông minh, máy tính bảng và PC, ứng dụng này sẽ hoạt động trên mạng dữ liệu và cung cấp dịch vụ nhắn tin và gọi điện tức thời miễn phí, trong vòng hai tháng. Ứng dụng này được ra mắt với tên gọi Line vào tháng 6 năm 2011.
Bởi vì Naver/NHN có hiểu biết văn hóa vượt trội hơn nhiều về những gì người dùng Nhật Bản mong muốn và ngân sách tiếp thị doanh nghiệp lớn hơn nhiều, Line đã nhanh chóng vượt qua KakaoTalk tại Nhật Bản. Line cũng cung cấp các cuộc gọi thoại miễn phí và vì các công ty viễn thông của Nhật Bản bắt khách hàng trả tiền cho cả tin nhắn SMS và cuộc gọi điện thoại thông minh nên tính năng này, mà KakaoTalk không có, là một điểm bán hàng chính.

### 2011–2015
Line đã gặp phải tình trạng quá tải máy chủ bất ngờ vào tháng 10 năm 2011 do sự phổ biến của ứng dụng. Để cải thiện khả năng mở rộng để đáp ứng sự tăng trưởng người dùng, NHN Nhật Bản đã chọn HBase làm kho lưu trữ chính cho hồ sơ người dùng, danh bạ và nhóm. Vào tháng 12 năm 2011, Naver thông báo rằng Naver Talk sẽ được sáp nhập vào Line, có hiệu lực từ đầu năm 2012.
Tháng 7 năm 2012, NHN Nhật Bản công bố các tính năng mới của Line là Trang chủ và Dòng thời gian. Các tính năng này cho phép người dùng chia sẻ những diễn biến cá nhân gần đây với cộng đồng liên hệ theo thời gian thực, tương tự như cập nhật trạng thái trên các dịch vụ mạng xã hội như Facebook. Ngày 1 tháng 4 năm 2013, tên chi nhánh tại Nhật Bản của Naver đã được đổi từ NHN Nhật Bản thành Line Corporation.
Nhờ được thiết kế riêng theo sở thích của người tiêu dùng Nhật Bản và cung cấp cả gọi điện thoại thông minh lẫn nhắn tin miễn phí, với sự hỗ trợ của một chiến dịch tiếp thị rầm rộ, Line đã nhanh chóng vượt mặt đối thủ KakaoTalk hiện tại tại thị trường Nhật Bản. Line đã đạt 100 triệu người dùng trong vòng 18 tháng và 200 triệu người dùng sáu tháng sau đó.  Line dần thay thế email của nhà mạng để trở thành phương thức liên lạc phổ biến nhất tại Nhật Bản.
Line trở thành mạng xã hội lớn nhất Nhật Bản vào cuối năm 2013, với hơn 300 triệu người đăng ký trên toàn thế giới, trong đó hơn 50 triệu người dùng tại Nhật Bản. Tháng 10 năm 2014, Line thông báo rằng họ đã thu hút 560 triệu người dùng trên toàn thế giới với 170 triệu tài khoản người dùng đang hoạt động. Tháng 2 năm 2015, Line thông báo đã vượt qua mốc 600 triệu người dùng và dự kiến sẽ đạt 700 triệu người dùng vào cuối năm.
Line ban đầu được phát triển dưới dạng ứng dụng di động cho smartphone Android và IOS. Dịch vụ này sau đó đã mở rộng sang: : BlackBerry OS (tháng 8 năm 2012), Nokia Asha (Châu Á và Châu Đại Dương, tháng 3 năm 2013), Windows Phone (tháng 7 năm 2013), Firefox OS (tháng 2 năm 2014), iPadOS (tháng 10 năm 2014) và dưới dạng Google Chrome App (thông qua Chrome Web Store). TỨng dụng này cũng có các phiên bản dành cho máy tính xách tay và máy tính để bàn sử dụng nền tảng Microsoft Windows và macOS.

### Quyền sở hữu
Vào tháng 7 năm 2016, Line Corporation đã tổ chức IPO trên cả Sàn giao dịch Chứng khoán New York và Sàn giao dịch Chứng khoán Tokyo.
Cuối tháng 12 năm 2020, Line Corporation đã hủy niêm yết trên cả Sàn giao dịch Chứng khoán New York và Sàn giao dịch Chứng khoán Tokyo, trước khi ký kết thỏa thuận sáp nhập theo hình thức hợp nhất với Z Holdings. Ngày 1 tháng 3 năm 2021, công ty con của SoftBank Group và là nhà điều hành Yahoo! Nhật Bản, Z Holdings, đã hoàn tất việc sáp nhập với Line Corporation. Theo cơ cấu mới, A Holdings, một công ty con của SoftBank Corporation và Naver Corporation, sẽ sở hữu 65,3% cổ phần của Z Holdings, công ty sẽ điều hành Line và Yahoo! Nhật Bản.